# George Huhmann
George Huhmann (Saint Louis, 17 ottobre 1997) è un ex pallavolista statunitense, nel ruolo di centrale.

## Carriera

### Club
La carriera di George Huhmann inizia nei tornei scolastici del Missouri, giocando per la St. Louis University HS. Dopo il diploma, gioca nella lega universitaria di NCAA Division I con la Princeton, dove si disimpegna dal 2017 al 2020.
Nella stagione 2020-21 fa la sua unica esperienza da professionista, ingaggiato nella Liga A belga dal Roeselare: si aggiudica la Coppa del Belgio e lo scudetto, ritirandosi al termine dell'annata.

### Nazionale
Fa parte delle selezioni giovanili statunitensi, aggiudicandosi l'oro al campionato nordamericano Under-21 2016, oltre a prendere parte al campionato mondiale Under-19 2015 e al campionato mondiale Under-21 2017.
Nel 2019 fa il suo debutto nella nazionale maggiore statunitense durante la Volleyball Nations League, andando poi a conquistare l'argento; sempre nello stesso anno si aggiudica un altro argento al campionato nordamericano.

## Palmarès

### Club
- Campionato belga: 1

2020-21
- Coppa del Belgio: 1

2020-21

### Nazionale (competizioni minori)
- Campionato nordamericano Under-21 2016